# یادار (درینا)
یادار (درینا) (به انگلیسی: Jadar (Drina)) رودخانه‌ای است که در صربستان جریان دارد.